# Abukirbukten
Abukirbukten (arabiska: خليج أبو قير, Khalīj Abū Qīr) är en vid havsvik nära Abukir på den egyptiska medelhavskusten. Den är belägen mellan Abukir och nilmynningen vid Rashid (Rosetta). Bukten rymmer naturgasfält, vilka upptäcktes på 1970-talet. I bukten ligger ön Nelsons ö.

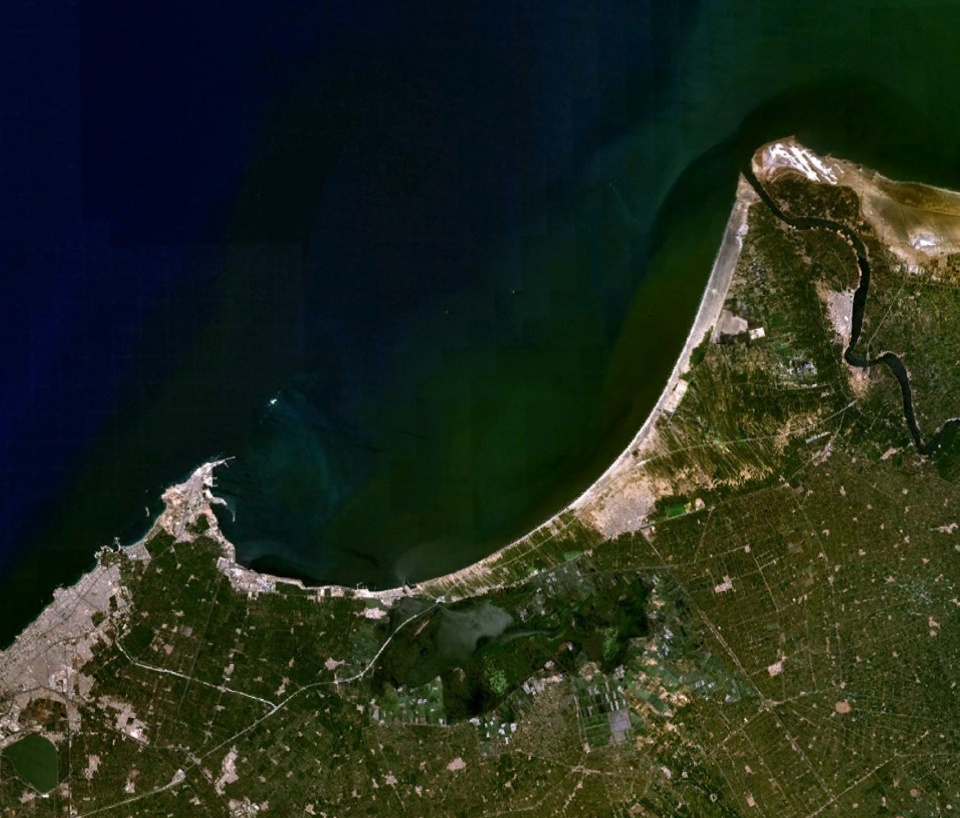
Satellitbild av Abukirbukten med Nelsons ö.

Den 1 augusti 1798 utkämpades i Abukirbukten slaget vid Nilen, där Horatio Nelsons brittiska flotta besegrade den franska. På platsen stod den 25 juli 1799 även slaget vid Abukir mellan den franska expeditionsarmén och Osmanska riket. Under antiken låg staden Heraklion i bukten som då var strand.